# Hypognatha coyo
Hypognatha coyo là một loài nhện trong họ Araneidae.
Loài này thuộc chi Hypognatha. Hypognatha coyo được Herbert Walter Levi miêu tả năm 1996.